# Centrotypus langei
Centrotypus langei är en insektsart som beskrevs av Schmidt 1926. Centrotypus langei ingår i släktet Centrotypus och familjen hornstritar. Inga underarter finns listade i Catalogue of Life.